# Cross-site tracing
Na segurança da web, o cross-site tracing (abreviado XST) é uma vulnerabilidade de segurança de rede que explora o método HTTP TRACE.